# Mohamed Sobhy
Mohamed Sobhy (in arabo محمد صبحي‎?; Ismailia, 30 agosto 1981) è un calciatore egiziano, portiere dell'Ismaily.

## Carriera
Nella sua carriera ha partecipato ai Campionato mondiale di calcio Under-20 2001 in Argentina (dove la rappresentativa egiziana ha raggiunto il terzo posto), alla vittoriosa Coppa delle nazioni africane 2008 e alla FIFA Confederations Cup 2009.

## Statistiche

### Presenze e reti nei club
Statistiche aggiornate al 4 maggio 2016.
| Stagione        | Squadra         | Campionato      | Campionato | Campionato | Coppe nazionali | Coppe nazionali | Coppe nazionali | Coppe continentali | Coppe continentali | Coppe continentali | Altre coppe | Altre coppe | Altre coppe | Totale | Totale |
| Stagione        | Squadra         | Comp            | Pres       | Reti       | Comp            | Pres            | Reti            | Comp               | Pres               | Reti               | Comp        | Pres        | Reti        | Pres   | Reti   |
| --------------- | --------------- | --------------- | ---------- | ---------- | --------------- | --------------- | --------------- | ------------------ | ------------------ | ------------------ | ----------- | ----------- | ----------- | ------ | ------ |
| 2014-2015       | Smouha          | PL              | 17         | -22        | CE              | 0               | 0               | -                  | -                  | -                  | -           | -           | -           | 17     | -22    |
| 2015-2016       | Ismaily         | PL              | 11         | -13        | CE              | 2               | 0               | -                  | -                  | -                  | -           | -           | -           | 13     | -13    |
| 2016-2017       | Ismaily         | PL              | 0          | 0          | CE              | 0               | 0               | -                  | -                  | -                  | -           | -           | -           | 0      | 0      |
| Totale Ismaily  | Totale Ismaily  | Totale Ismaily  | 11         | -13        |                 | 2               | 0               |                    | -                  | -                  |             | -           | -           | 13     | -13    |
| Totale carriera | Totale carriera | Totale carriera | 28         | -35        |                 | 2               | 0               |                    | -                  | -                  |             | -           | -           | 30     | -35    |

### Cronologia presenze e reti in Nazionale
| Cronologia completa delle presenze e delle reti in nazionale ― Egitto | Cronologia completa delle presenze e delle reti in nazionale ― Egitto | Cronologia completa delle presenze e delle reti in nazionale ― Egitto | Cronologia completa delle presenze e delle reti in nazionale ― Egitto | Cronologia completa delle presenze e delle reti in nazionale ― Egitto | Cronologia completa delle presenze e delle reti in nazionale ― Egitto | Cronologia completa delle presenze e delle reti in nazionale ― Egitto | Cronologia completa delle presenze e delle reti in nazionale ― Egitto |
| Data                                                                  | Città                                                                 | In casa                                                               | Risultato                                                             | Ospiti                                                                | Competizione                                                          | Reti                                                                  | Note                                                                  |
| --------------------------------------------------------------------- | --------------------------------------------------------------------- | --------------------------------------------------------------------- | --------------------------------------------------------------------- | --------------------------------------------------------------------- | --------------------------------------------------------------------- | --------------------------------------------------------------------- | --------------------------------------------------------------------- |
| 17-11-2010                                                            | Il Cairo                                                              | Egitto                                                                | 3 – 0                                                                 | Australia                                                             | Amichevole                                                            | -                                                                     | 61’                                                                   |
| 5-1-2011                                                              | Il Cairo                                                              | Egitto                                                                | 5 – 1                                                                 | Tanzania                                                              | Amichevole                                                            | -1                                                                    | 58’                                                                   |
| 11-1-2011                                                             | Ismailia                                                              | Egitto                                                                | 3 – 0                                                                 | Burundi                                                               | Amichevole                                                            | -                                                                     |                                                                       |
| 17-1-2011                                                             | Il Cairo                                                              | Egitto                                                                | 3 – 1                                                                 | Uganda                                                                | Amichevole                                                            | -                                                                     | 87’                                                                   |
| 14-8-2013                                                             | El Gouna                                                              | Egitto                                                                | 3 – 0                                                                 | Uganda                                                                | Amichevole                                                            | -                                                                     | 83’                                                                   |
| 2-10-2013                                                             | Il Cairo                                                              | Egitto                                                                | 3 – 0                                                                 | Uganda                                                                | Amichevole                                                            | -                                                                     | 46’                                                                   |
| 15-11-2014                                                            | Il Cairo                                                              | Egitto                                                                | 0 – 1                                                                 | Senegal                                                               | Qual. Coppa d'Africa 2015                                             | -                                                                     | 11’                                                                   |
| Totale                                                                |                                                                       | Presenze                                                              | 7                                                                     |                                                                       | Reti                                                                  | -1                                                                    |                                                                       |